# コリングズワース郡 (テキサス州)
コリングズワース郡（コリングズワースぐん、英: Collingsworth County）は、アメリカ合衆国テキサス州の北部に位置する郡である。2010年国勢調査での人口は3,057人であり、2000年の3,206人から4.6%減少した。郡庁所在地はウェリントン市（人口2,189人）であり、同郡で人口最大の都市でもある。コリングズワース郡は州内に30ある禁酒郡（ドライ）の1つである。

## 歴史
コリングズワース郡はテキサス州のベア郡とヤング郡の土地地区から分離して1876年に設立された。郡組織は1890年に作られ、ウェリントンを郡庁所在地に指定した。1883年から1896年、郡内にはイギリス人が所有するロッキングチェア牧場があった。郡名はテキサス独立宣言の署名者であり、テキサス共和国の初代主席判事だったジェイムズ・コリンズワースに因んで名付けられた。綴りの"g"が余分に入っているが、設立法案で綴りを間違ったためである。

## 地理
アメリカ合衆国国勢調査局に拠れば、郡域全面積は919平方マイル ((2,380.2 km2)であり、このうち陸地918平方マイル (2,377.6 km2)、水域は1平方マイル (2.6 km2)で水域率は0.07%である。

### 主要高規格道路
- アメリカ国道83号線
- テキサス州道203号線

### 隣接する郡
- ウィーラー郡 - 北
- ベッカム郡 (オクラホマ州) - 北東
- ハーモン郡 (オクラホマ州) - 南東
- チルドレス郡 - 南
- ホール郡 - 南西
- ドンリー郡 - 西

## 人口動態
以下は2000年の国勢調査による人口統計データである。
| 基礎データ - 人口: 3,206人 - 世帯数: 1,294 世帯 - 家族数: 916 家族 - 人口密度: 1人/km2（4人/mi2） - 住居数: 1,723軒 - 住居密度: 1軒/km2（2軒/mi2） 人種別人口構成 - 白人: 79.82% - アフリカン・アメリカン: 5.33% - ネイティブ・アメリカン: 1.62% - アジア人: 0.19% - その他の人種: 10.89% - 混血: 2.15% - ヒスパニック・ラテン系: 20.43% 年齢別人口構成 - 18歳未満: 26.4% - 18-24歳: 6.6% - 25-44歳: 22.6% - 45-64歳: 22.5% - 65歳以上: 22.0% - 年齢の中央値: 41歳 - 性比（女性100人あたり男性の人口） - 総人口: 93.0 - 18歳以上: 88.0 | 世帯と家族（対世帯数） - 18歳未満の子供がいる: 29.8% - 結婚・同居している夫婦: 57.5% - 未婚・離婚・死別女性が世帯主: 9.8% - 非家族世帯: 29.2% - 単身世帯: 27.8% - 65歳以上の老人1人暮らし: 17.5% - 平均構成人数 - 世帯: 2.44人 - 家族: 2.97人 収入と家計 - 収入の中央値 - 世帯: 25,438米ドル - 家族: 353,323米ドル - 性別 - 男性: 24,808米ドル - 女性: 17,679米ドル - 人口1人あたり収入: 15,318米ドル - 貧困線以下 - 対人口: 18.7% - 対家族数: 14.8% - 18歳未満: 27.2% - 65歳以上: 16.4% |

## 都市と町
- ドッドソン
- クェイル
- サムナーウッド
- ウェリントン - 郡庁所在地